# Камарина

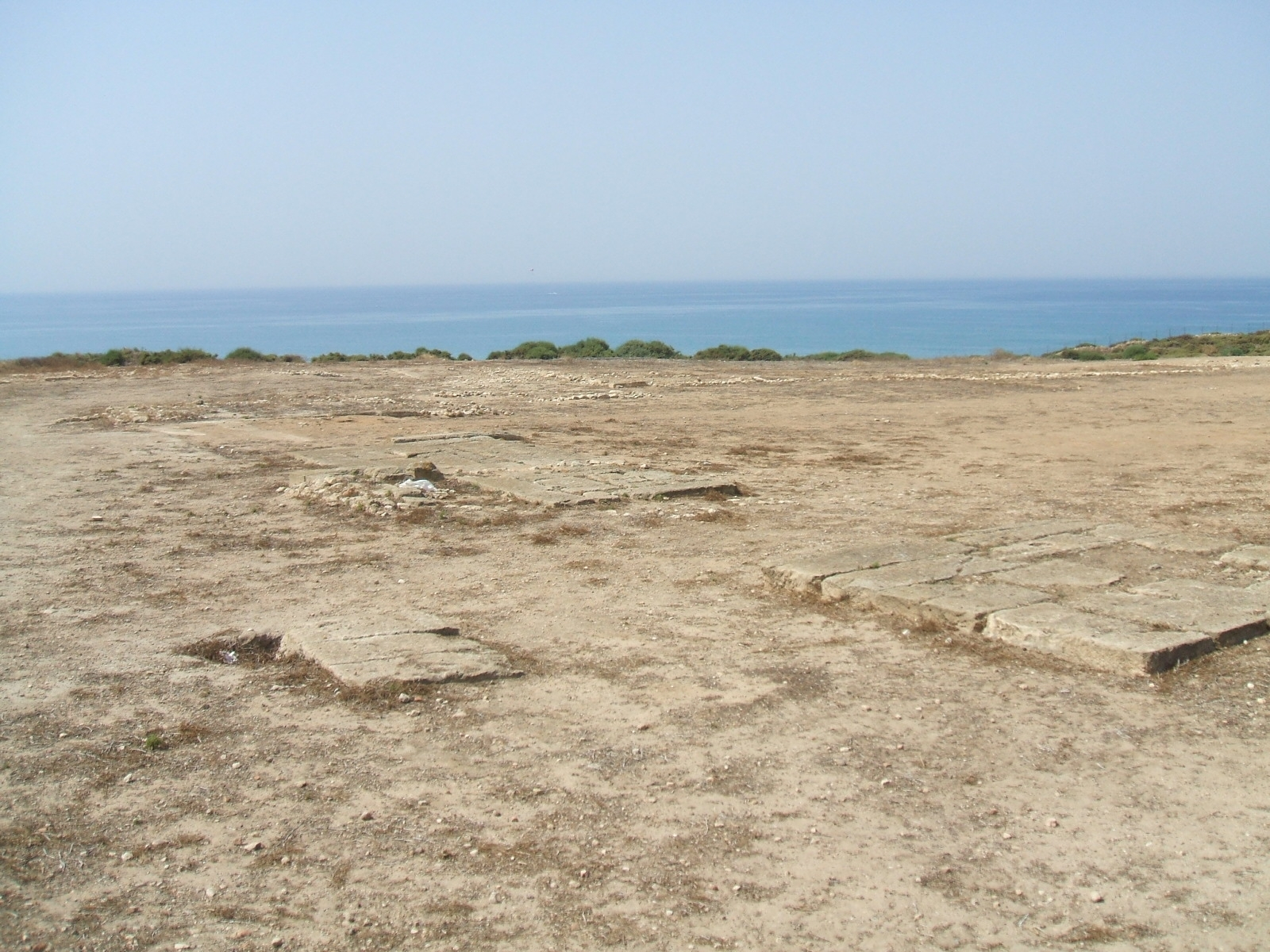
Залишки камаринської агори

Камарина, Камаріна (дав.-гр. Καμαρίνη, Καμάρινα) — давньогрецька колонія на південному узбережжі Сицилії, біля гирла річки Гіппаріс (сучасна Іппарі).
Заснована у 598 р. до н. е. вихідцями з Сиракуз. У 552 р. до н. е. зруйнована сиракузянами за непокірність. Місто відновив у 492 р. до н. е. тиран сусідньої Гели Гіппократ. Проте його наступник Гелон переселив усіх мешканців Камарини до Сиракуз, а саме місто знову знищив (484 р. до н. е.).
Втретє місто було збудоване у 461 р. до н. е., і його населення складалося як зі старих камаринців, так і з переселенців із Гели. Місто швидко зростало і навіть прославилося власним олімпіоніком Псавмідом (452 р. до н. е.).
Оскільки мешканцям дошкуляло сусіднє болото — джерело малярії — вони вирішили його осушити, ігноруючи попередження оракула: «μὴ κίνει Καμάριναν, ἀκίνητος γὰρ ἀμείνων» (не чіпай Камарини, бо нерухома — краща). Про це згадали лише тоді, коли саме через колишнє болото у 405 р. до н. е. місто атакували й захопили Карфагеняни, знищивши всіх його мешканців. Відтоді побутувала приказка «μὴ κίνει Καμάριναν» — грецький аналог українського «Не шукай лиха».
У 339 р. до н. е. Камарину відродив Тімолеонт, проте у 258 р. до н. е. її вчетверте — і цього разу остаточно — зруйнували римляни.